# Dalea wrightii
Dalea wrightii är en ärtväxtart som beskrevs av Asa Gray. Dalea wrightii ingår i släktet Dalea, och familjen ärtväxter. Inga underarter finns listade i Catalogue of Life.